# Московсько-Рязанська залізниця
 Московсько-Рязанська залізниця — залізниця, яка існувала в СРСР.
Залізниця була сформована в 1936 році при поділі Московсько-Казанської залізниці на Казанську і Московсько-Рязанську.
Залізниця пролягала територією Московської, Тамбовської, Рязанської, Пензенської областей та Мордовської АРСР.
Протяжність залізниці становила 2089 км. Управління залізниці знаходилося в Москві.